# Vicksburg (Michigan)
Vicksburg ist eine kleine Stadt im Kalamazoo County im Südwesten des US-Bundesstaates Michigan. Das U.S. Census Bureau hat bei der Volkszählung 2020 eine Einwohnerzahl von 3706 ermittelt.
Vicksburg hat eine High School (VHS-Vicksburg High School) und eine middle school, dazu noch einige elementary schools. Am Indian Lake, einem der etwas größeren Seen in der Gegend, befindet sich ein Wohngebiet.

## Geographie
Die Village liegt östlich des U.S. Highways 131 fast vollständig innerhalb der Schoolcraft Township, ein kleiner Teil reicht jedoch in die Brady Township.
Nach den Angaben des United States Census Bureaus hat Vicksburg eine Fläche von 4,9 km², wovon 4,7 km² auf Land und 0,2 km² (= 3,17 %) auf Gewässer entfallen.

## Geschichte
John Vickers, der Namensgeber der Stadt, siedelte hier 1831. Er errichtete einen Damm am Portage Creek und eine Sägemühle. Diese war vermutlich die erste Mühle im County und der Staudamm erzeugte den Sunset Lake, um den sich eine Reihe von Siedlern niederließ. Vickers starb 1842. Unter dem Namen Brady wurde die Village des Bundesstaates Michigan am 18. Oktober 1871 als Village eingetragen, doch schon einen Tag später wurde der Name durch eine Petition in Vicksburg geändert.
Eine Gedenktafel zeichnet den Ort als Michigan Registered Historic Site aus.

## Demographie
Zum Zeitpunkt des United States Census 2000 bewohnten Vicksburg 2320 Personen die Stadt. Die Bevölkerungsdichte betrug 489,5 Personen pro km². Es gab 956 Wohneinheiten, durchschnittlich 201,7 pro km². Die Bevölkerung Vicksburgs bestand zu 96,38 % aus Weißen, 0,34 % Schwarzen oder African American, 0,30 % Native American, 0,82 % Asian, 0,56 % gaben an, anderen Rassen anzugehören und 1,59 % nannten zwei oder mehr Rassen. 1,64 % der Bevölkerung erklärten, Hispanos oder Latinos jeglicher Rasse zu sein.
Die Bewohner Vicksburgs verteilten sich auf 908 Haushalte, von denen in 37,9 % Kinder unter 18 Jahren lebten. 48,9 % der Haushalte stellten Verheiratete, 15,4 % hatten einen weiblichen Haushaltsvorstand ohne Ehemann und 30,7 % bildeten keine Familien. 24,1 % der Haushalte bestanden aus Einzelpersonen und in 10,4 % aller Haushalte lebte jemand im Alter von 65 Jahren oder mehr alleine. Die durchschnittliche Haushaltsgröße betrug 2,55 und die durchschnittliche Familiengröße 3,02 Personen.
Die Bevölkerung verteilte sich auf 28,8 % Minderjährige, 9,1 % 18–24-Jährige, 29,6 % 25–44-Jährige, 20,3 % 45–64-Jährige und 12,3 % im Alter von 65 Jahren oder mehr. Das Durchschnittsalter betrug 35 Jahre. Auf jeweils 100 Frauen entfielen 87,7 Männer. Bei den über 18-Jährigen entfielen auf 100 Frauen 85,4 Männer.
Das mittlere Haushaltseinkommen in Vicksburg betrug 41.780 US-Dollar und das mittlere Familieneinkommen erreichte die Höhe von 49.167 US-Dollar. Das Durchschnittseinkommen der Männer betrug 36.094 US-Dollar, gegenüber 25.573 US-Dollar bei den Frauen. Das Pro-Kopf-Einkommen in Vicksburg war 18.178 US-Dollar. 6,8 % der Bevölkerung und 4,9 % der Familien hatten ein Einkommen unterhalb der Armutsgrenze, davon waren 7,2 % der Minderjährigen und 7,7 % der Altersgruppe 65 Jahre und mehr betroffen.

## Oldtimer-Schau
Seit etwa drei Jahrzehnten wird jedes Jahr Ende Mai eine der größten Oldtimer-Schauen in Michigan veranstaltet.

## Söhne und Töchter der Stadt
- William Lucking (1941–2021), Schauspieler